# 富原村 (静岡県)
富原村（とみはらむら）は静岡県の東部、富士郡に属していた村である。現在の富士宮市南西部、富士川沿岸にあたる。

## 地理
- 山：森山、白鳥山
- 河川：富士川、芝川、稲瀬川

## 歴史
- 1956年（昭和31年）9月30日 - 富士郡芝富村が庵原郡内房村と合併して富士郡富原村が発足。
- 1957年（昭和32年）3月31日 - 柚野村と合併して芝川町が発足。同日富原村廃止。

## 交通

### 鉄道路線
- 日本国有鉄道
  - 身延線
    - 芝川駅

## 道路
- 国道141号（現国道52号）